# Brothers in Arms (album)
Brothers in Arms este al cincilea album de studio al trupei engleze de muzică rock Dire Straits, album apărut în 1985. Pe prima parte a discului se remarcă stilul arena rock, stil dezvoltat de formație odată cu lansarea albumului Making Movies din 1980. Pe cea de-a doua parte se resimt mai mult influențe de muzică folk. LP-ul este cel mai bine vândut material al grupului.

## Listă de piese
1. „So Far Away” (5:12)
2. „Money for Nothing” (Knopfler , Sting) (8:26)
3. „Walk of Life” (4:12)
4. „Your Latest Trick” (6:12)
5. „Why Worry” (8:31)
6. „Ride Across The River” (6:58)
7. „The Man's Too Strong” (4:40)
8. „One World” (3:40)
9. „Brothers in Arms” (6:55)

- Toate cântecele au fost scrise de Mark Knopfler cu excepția celor notate.

## Discuri single
- „Money for Nothing” (1985)
- „One World” (1985)
- „So Far Away” (1985/1986)
- „Brothers in Arms” (1985)
- „Walk of Life” (1986)
- „Ride Across The River” (1986)
- „Your Latest Trick” (1986)

## Componență
- Mark Knopfler — chitară , voce
- John Illsley — chitară bas , voce
- Alan Clark — clape
- Guy Fletcher — clape , voce
- Terry Williams — baterie